# Arthur Pierre
Arthur Pierre (Antwerpen, 30 juli 1866 - aldaar, 2 september 1938) was een Belgische beeldhouwer. In Antwerpen is heel wat beeldhouwwerk van Pierre terug te vinden, zoals de Kariatiden op de Boerentoren, de bronzen adelaar op het British Dominions House op de Meir en de beelden "Scheikunde" en "Scheepsbouw" op de binnenkoer van de Technische Hogeschool aan de Antwerpse Paardenmarkt. 
Pierre ligt begraven op de begraafplaats Schoonselhof, waar eveneens heel wat werk van hem terug te vinden is. Of er een verband is met de firma Verhuizingen Arthur Pierre is niet bekend. Het toeval wil dat deze firma was gevestigd in de Isabellalei, niet ver van de woning van de beeldhouwer in de Haringrodestraat 115. De firma had ook een opslagplaats in de Berchemse Klokstraat.

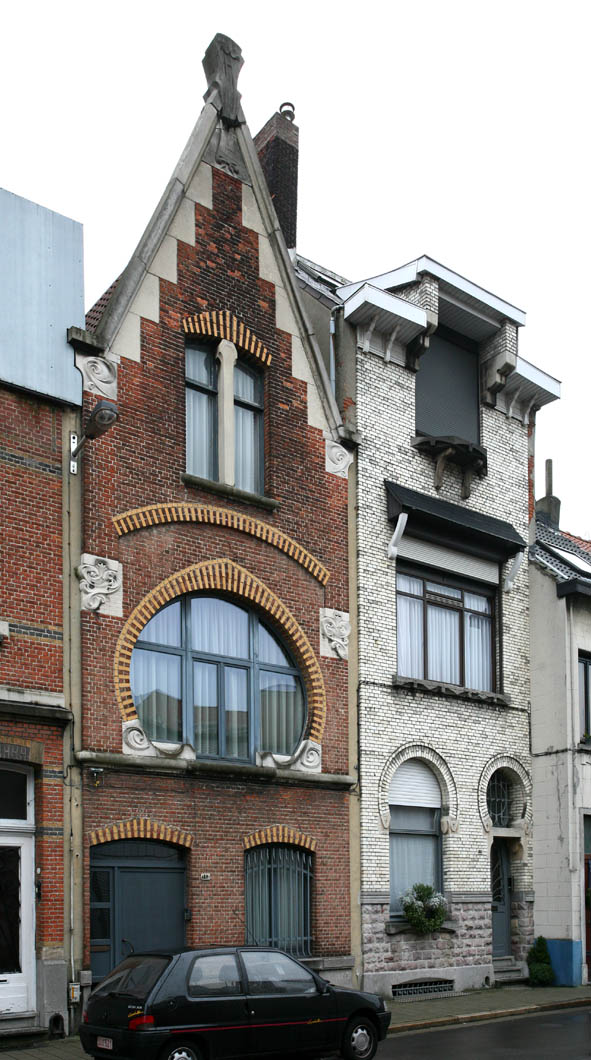
Kunstenaarswoning en -atelier Arthur Pierre
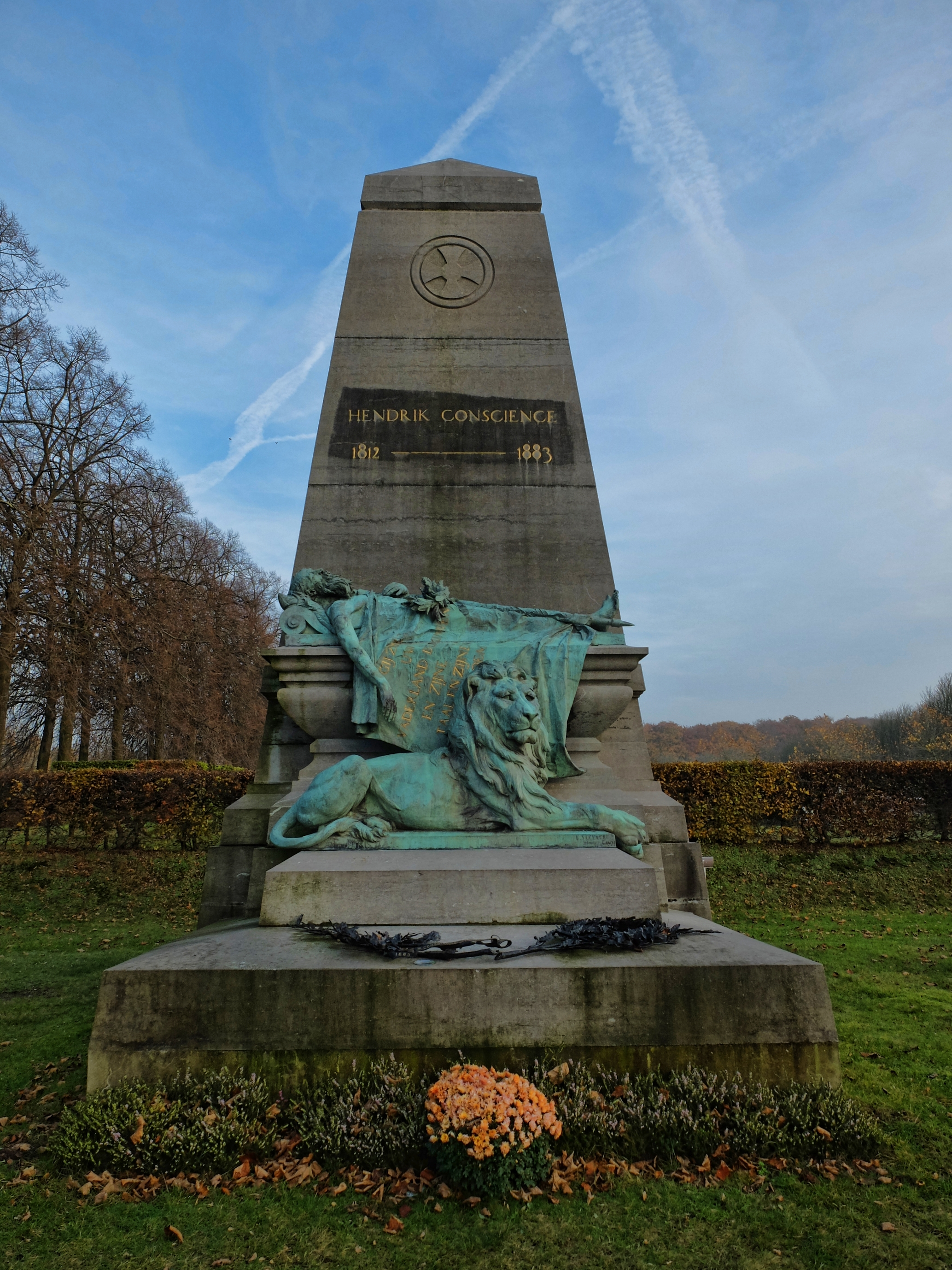
Praalgraf van Hendrik Consciences
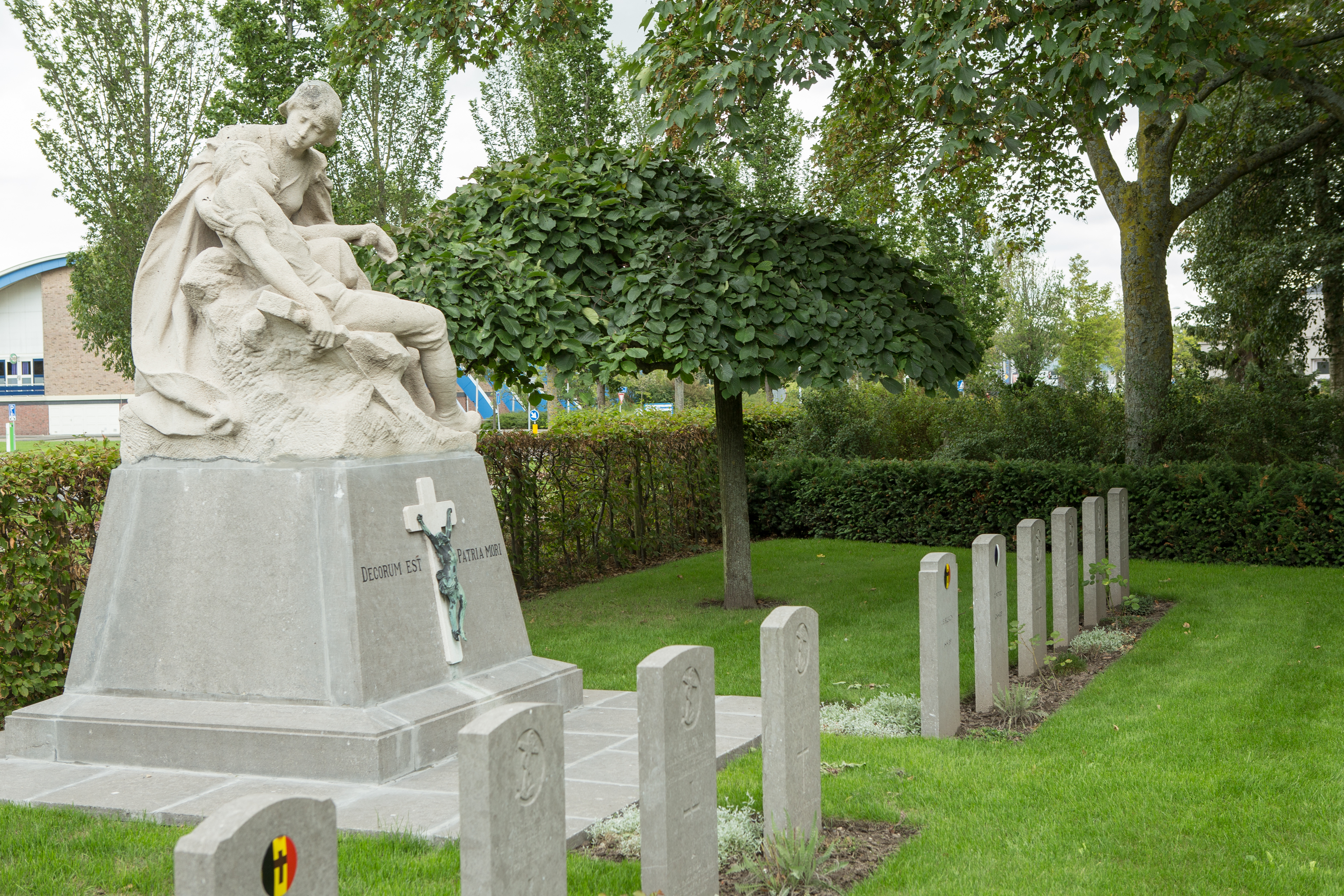
Belgisch Oorlogsmonument 1914-1918 Vlissingen
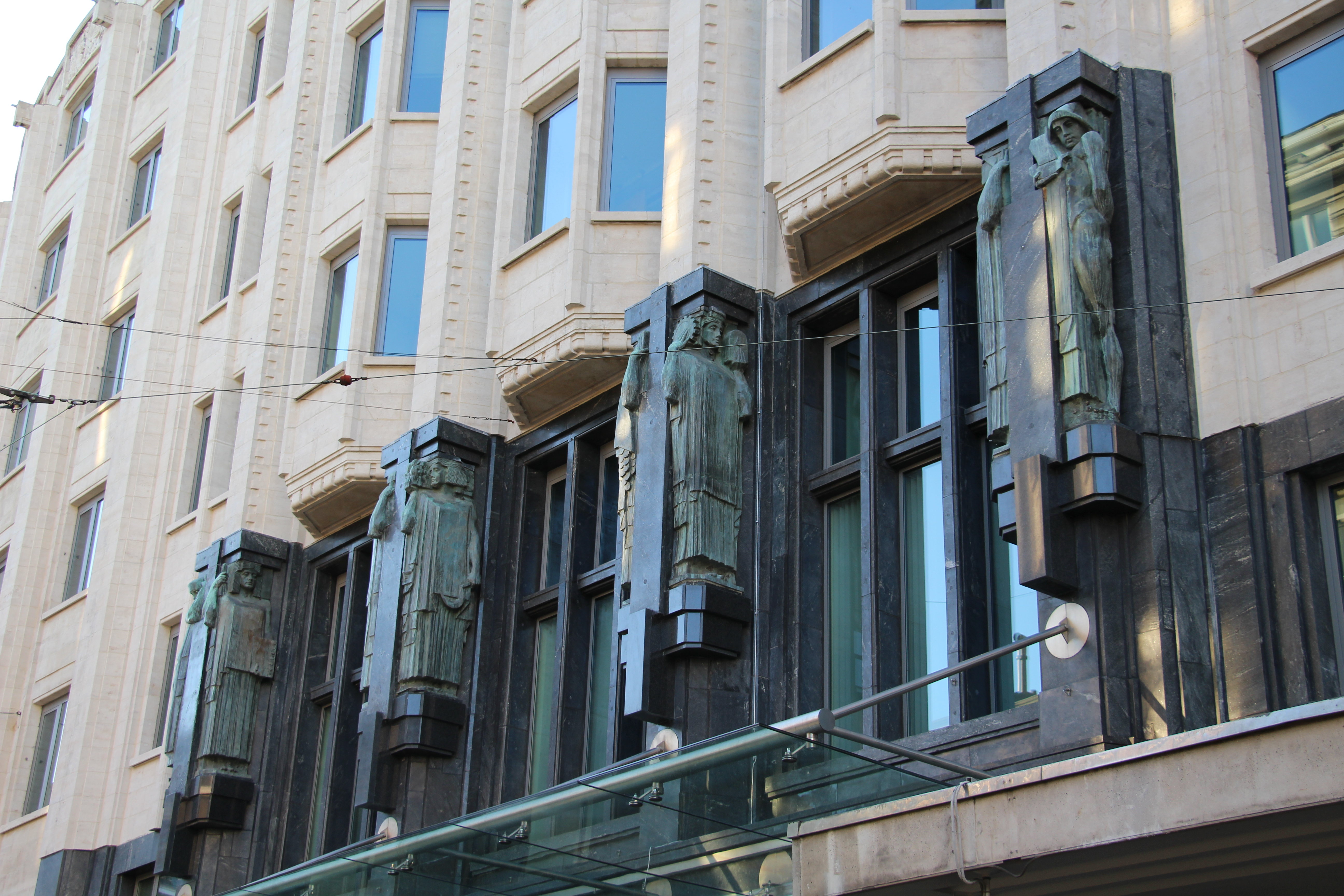
Boerentoren, acht bronzen art-deco beelden